# 高知空港

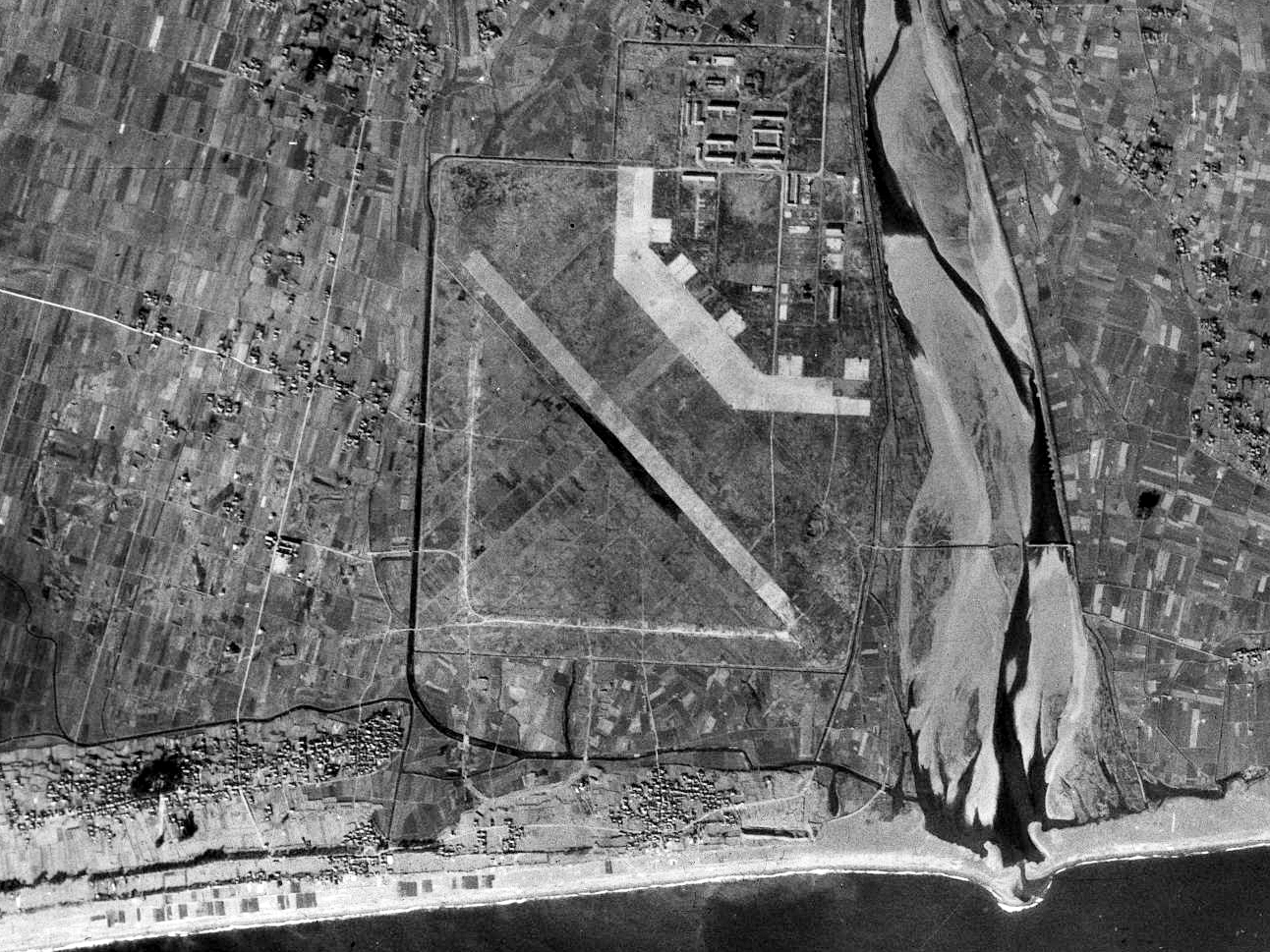
高知海軍航空隊基地跡（1947年）
現在の高知空港の一部となっている。

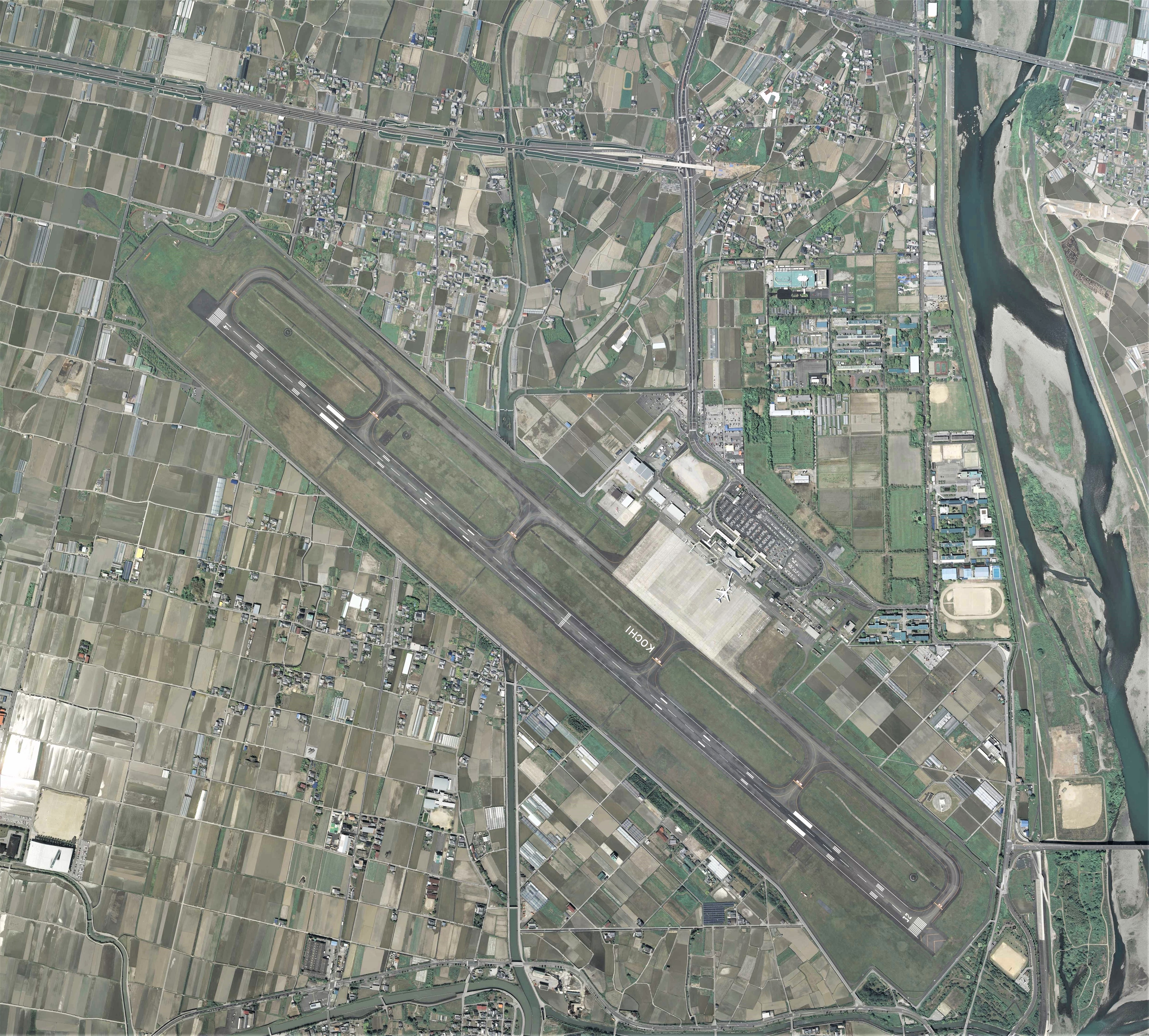
高知空港付近の空中写真。（2017年撮影）

高知空港（こうちくうこう、英: Kochi Airport）は、高知県南国市にある空港である。空港法第4条第1項第6号に該当する空港として政令で定める空港（国管理空港）に区分されている。愛称は高知龍馬空港（こうちりょうまくうこう、英: Kochi Ryoma Airport）。

## 概要
高知市東方約18kmの香長平野の田園地帯に位置する空港。空港法に基づき、国土交通大臣が設置・管理する国管理空港に区分される。定期便は国内線のみで、国際線はチャーター便以外での就航実績はない。
日本で初めて、かつ唯一愛称に人名を冠した空港で、2003年11月15日から、高知県出身の明治維新の志士・坂本龍馬にちなみ、高知龍馬空港の愛称が使用されている。
前身は、1944年に設置された日本海軍の日章第一海軍航空基地。第二次世界大戦後は連合国軍に接収され、接収解除後、1954年に民間機が就航。1958年に空港整備法上の第二種空港・高知空港に指定され、1960年に供用を開始した。以後、滑走路の延長や敷地の拡張などが行われてきた。
2,500メートルの滑走路1本があり、旅客ターミナルビルを備える。空港周辺には、旧海軍の基地で使用していた掩体壕(えんたいごう)が7基現存している。

## 統計

### 利用者数
元のウィキデータクエリを参照してください.

2023年度の年間利用客数は161万52人(国内線157万8,783人、国際線31,269人)で、着陸回数は日本の空港で第22位、旅客数は第22位となっている。

## 歴史
- 1944年（昭和19年） - 旧日本海軍高知海軍航空隊の日章第一海軍航空基地として建設される[2]。この基地からは、特別攻撃隊も出撃している。
- 1945年（昭和20年） - 敗戦により連合国のイギリス連邦占領軍に接収される。
- 1952年（昭和27年） - 講和条約締結により接収解除。
- 1954年（昭和29年） - 高知 - 大阪線開設。
- 1958年（昭和33年） - 空港整備法に基づき、運輸大臣所管の第二種空港・高知空港に指定（政令第21号）
- 1959年（昭和34年） - 高知県と高知市、土佐電気鉄道の三者が費用を負担して新しい旅客待合所を開設（売店併設）[11]。
- 1960年（昭和35年）4月 - 1,200mの滑走路で供用開始[2]。
- 1961年（昭和36年） - 1,500m の滑走路を供用開始[12]。
- 1963年（昭和38年） - 高知 - 松山 - 広島線、高知 - 徳島 - 大阪線開設（どちらも現在は廃止）[12]。
- 1965年（昭和40年） - 高知 - 東京線、高知  - 宮崎線開設（現在は廃止）。東京 - 徳島 - 高知間に、YS-11型機が定期路線として初めて投入される（現在は廃止）。
- 1972年（昭和47年） - 高知 - 鹿児島線開設（翌年には廃止）。
- 1978年（昭和53年） - 高知 - 名古屋線開設。
- 1982年（昭和57年） - 高知 - 福岡線開設。
- 1983年（昭和58年） - 空港ターミナルビルを新築移設[2]。旧滑走路を廃し、やや西側に新設した新滑走路に移行。2,000m滑走路として供用開始[2]。土佐電鉄が空港内にレストランをオープン[11]。
- 1998年（平成10年） - 高知 - 沖縄線開設（現在は廃止）。
- 2002年（平成14年） - ターミナルビル増築[2]。
- 2003年（平成15年）11月15日 - 高知龍馬空港の愛称を使用開始[3][4][6][7]。
- 2004年（平成16年） - 滑走路の2,500mへの延長[2]とエプロンの増設を完了し、供用開始[13]。
- 2007年（平成19年）
  - 3月13日 - 10時54分ごろ、全日本空輸1603便（エアーセントラルが運航するボンバルディアDHC8-Q400のJA849A）の前輪が出ず、主脚のみで胴体着陸するというトラブルが発生した[14]。事故の詳細は全日空機高知空港胴体着陸事故参照。
  - 4月1日 - 7:00から21:00の14時間運用となる。
- 2010年（平成22年） - 高知県と韓国のイースター航空が定期便就航に向けた協約を締結[15]。
- 2011年（平成23年） - 高知空港事務所で実施していたターミナルレーダー管制を、関西空港事務所へ移管[16]。
- 2013年（平成25年）3月31日 - フジドリームエアラインズが名古屋線を開設[17]。
- 2014年（平成26年）
  - 高知県道373号高知空港インター線の開通に備えて、構内道路と駐車場を改修。
  - 10月 - 旧土佐電気鉄道の統合により設立されたとさでん交通が空港内の売店とレストランの経営を継承[11]。
- 2018年（平成30年）12月19日 - 当空港初のLCC便として、ジェットスター・ジャパンが成田国際空港線、関西国際空港線の2路線を開設[18][19]。
- 2019年（令和元年）12月20日 - フジドリームエアラインズが神戸空港線を開設[20]。
- 2020年（令和2年） - ジェットスター・ジャパンが関西国際空港線の運航を休止（翌年に路線廃止）[21][22]。
- 2021年（令和3年）9月30日 - とさでん交通が運営するターミナルビル2階の売店「とさでんショップ」と「レストランチャオ」が閉店[11]。
- 2022年（令和4年）7月1日 - ターミナルビル2階に 「カードラウンジ　ブルースカイ」がオープン。[23]
- 2023年（令和5年）
  - 3月16日 - 航空気象の自動化実施(実施時間:2100-0759(Z))
  - 3月26日 - フジドリームエアラインズが運航する高知-名古屋線のうち一部を名古屋飛行場から中部国際空港に移管
  - 11月1日 - 国際線高知 - 台北/桃園線が定期チャーター便として開設。

## 施設

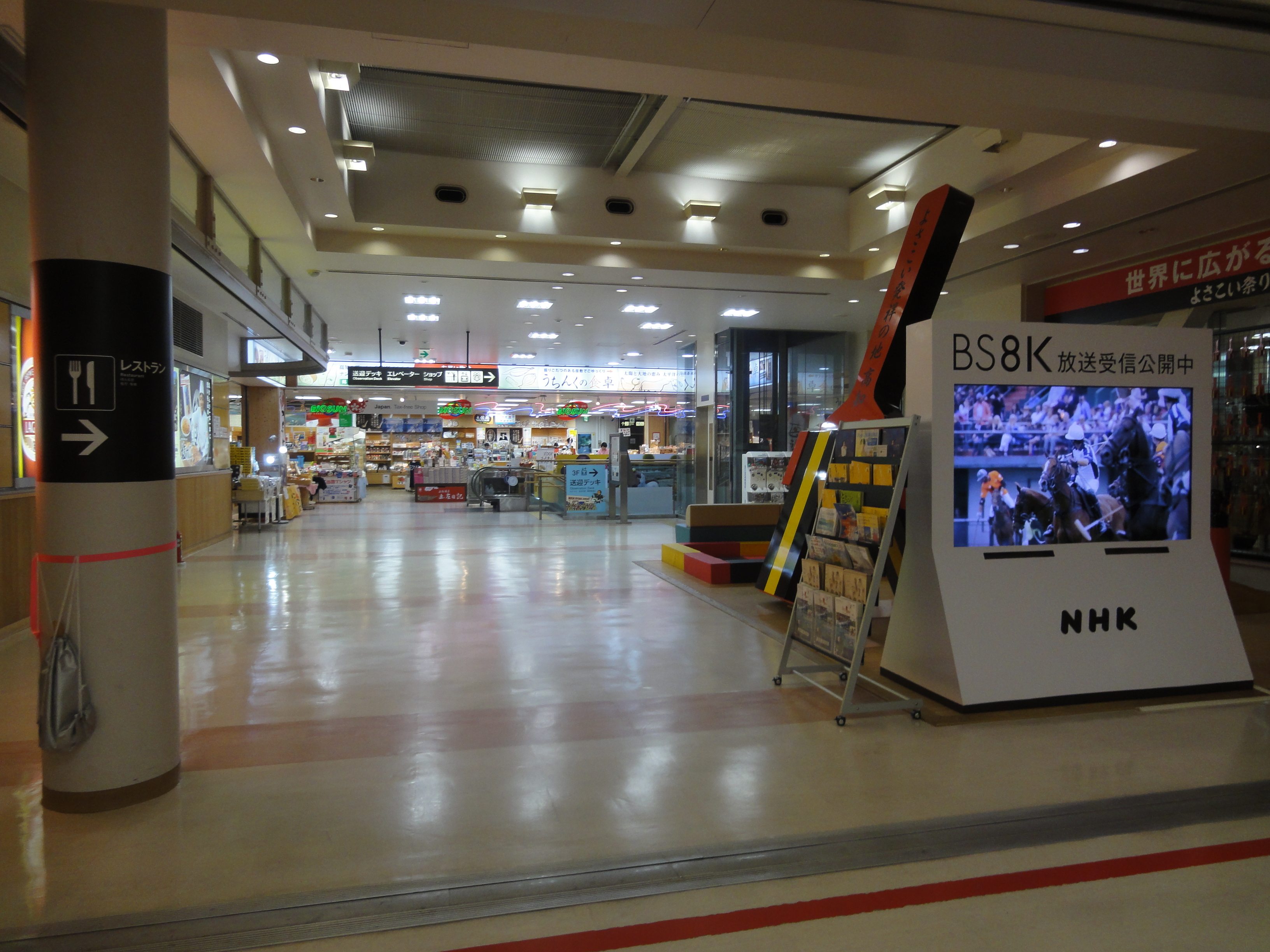
ターミナルビル内部

### 滑走路・エプロン
誘導路を備えた長さ2,500メートルの滑走路1本がある。
1960年4月の供用開始当初は1,200メートルだったが、1983年12月に2,000メートルに延長され、ジェット機が就航し、初めて国際チャーター便が運航された。2004年2月に2,500メートルとなり、ジャンボジェットによるアメリカへの国際チャーター便が運航された。エプロンは、7バース(大型ジェット機用1、中型ジェット機等用6)を備える。

### 旅客ターミナルビル

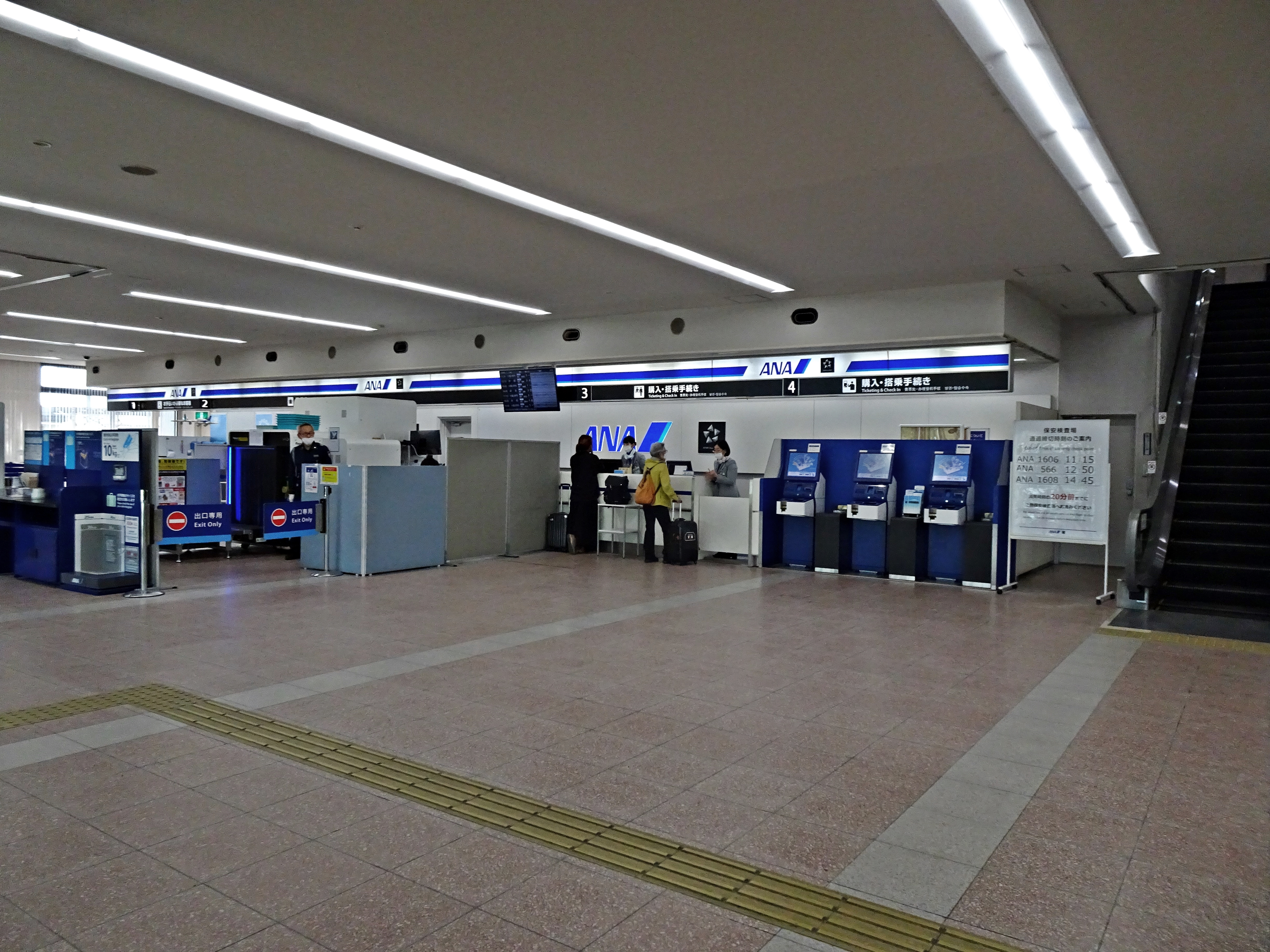
高知空港の全日空カウンター

1983年11月に竣工した国内線用のターミナルビルで、鉄骨造の地上3階・地下1階建。設計は松田平田設計が担当した。2002年6月に北西側に増築され、ボーディングブリッジ1基が新設された。
1階に到着ロビーとチェックインカウンター、2階に出発ロビーと飲食店・物販店が、3階に送迎デッキがある。ボーディングブリッジは3基で、運営は、高知県、南国市などが出資する第三セクターの高知空港ビル株式会社が行っている。空港内の航空会社の旅客業務、グランドハンドリング業務、運航支援業務等はとさでん交通が行なっている。

## 就航路線

### 国内線

#### 現在
航空会社名が2社以上の場合、最前の航空会社の機材・乗務員で運航するコードシェア便である。
- 日本航空 (JAL) [2]
  - 東京国際空港
  - 福岡空港[注 1]
- 全日本空輸 (ANA) [2][注 2]
  - 東京国際空港
  - 大阪国際空港
- フジドリームエアラインズ (FDA) [2]・ 日本航空 (JAL) 
  - 小牧空港
  - 中部国際空港
  - 神戸空港（2024年8月18日をもって運休予定）
  - 熊本空港（4月27日～5月6日、8月9日～8月18日の期間限定）

- ジェットスタージャパン (JJP) [2]・日本航空 (JAL) (JAL国際線との乗り継ぎ時のみ)
  - 成田国際空港

#### 過去
- 新千歳空港・旧広島空港・関西国際空港[19][21][22]・徳島空港・松山空港・熊本空港・宮崎空港・鹿児島空港・那覇空港

| 行き先       | 旅客数   | 国内線順位 |
| ------------ | -------- | ---------- |
| 東京国際空港 | 約78万人 | 上位31位   |

### 国際線
- タイガーエア台湾 (IT) 
  - 台北/桃園（毎週水・土曜運航）

## 就航都市

### 国内線
- 関東：東京/羽田、東京/成田
- 東海：名古屋/中部、名古屋/小牧
- 関西：大阪/伊丹、大阪/神戸（2024年8月18日をもって運休予定）
- 九州：福岡、熊本

### 国際線
- 台湾：台北/桃園

## 空港内の所在部隊等
- 高知県警察航空隊[2]
- 高知県消防・防災航空隊[2][27]
- 高知県ドクターヘリ（高知医療センター拠点、アンパンマンをデザインしたヘリコプターを運用）[28][29] - 四国航空に運航を委託。

## アクセス
- とさでん交通
  - 高知駅発着便（はりまや橋経由。南国バイパス経由と高知東部自動車道経由がある。）
- 高知駅前観光
  - 高知駅発着便（はりまや橋・高知東部自動車道経由）
- のいちタクシー（予約制乗合タクシー）
  - のいち駅